# Tochovice
Tochovice (německy Tochowitz) jsou obec v okrese Příbram ve Středočeském kraji, asi 11 km jižně od Příbrami. Žije zde 656 obyvatel.
Obec proslula jako centrum jezdeckého sportu s chovem koní.

## Historie
První písemná zmínka o obci pochází z roku 1331.

## Obecní správa

### Části obce
- Hořejany (k. ú. Hořejany)
- Tochovice (k. ú. Tochovice)

Součástí obce je také základní sídelní jednotka Podtochovice (Dolní Tochovice).
Sousedními obcemi sídla jsou Chrást, Milín, Třebsko, Lazsko, Vrančice, Horčápsko, Starosedlský Hrádek, Tušovice, Modřovice, Těchařovice a Ostrov.

### Územněsprávní začlenění
Dějiny územněsprávního začleňování zahrnují období od roku 1850 do současnosti. V chronologickém přehledu je uvedena územně administrativní příslušnost obce v roce, kdy ke změně došlo:
- 1850 země česká, kraj Plzeň, politický i soudní okres Březnice[4]
- 1855 země česká, kraj Písek, soudní okres Březnice
- 1868 země česká, politický okres Blatná, soudní okres Březnice
- 1939 země česká, Oberlandrat Klatovy, politický okres Blatná, soudní okres Březnice[5]
- 1942 země česká, Oberlandrat Plzeň, politický okres Strakonice, soudní okres Březnice[6]
- 1945 země česká, správní okres Blatná, soudní okres Březnice[7]
- 1949 Pražský kraj, okres Příbram[8]
- 1960 Středočeský kraj, okres Příbram
- 2003 Středočeský kraj, okres Příbram, obec s rozšířenou působností Příbram

### Znak a vlajka
Znak tvoří horizontálně rozdělený štít. Jeho hořejší část připomíná Tochovice jako staré panské sídlo. Z řady šlechtických rodů, které se zde vystřídaly se pro rozvoj obce stal nejvýznamnější rod orlické větve knížat ze Schwarzenbergu. Proto má být připomenut i na tochovickém znaku nejstarobylejší tzv. seinsheimskou částí schwarzenberského znaku. Tou jsou čtyři stříbrné a čtyři modré svislé pruhy, z nichž na prvém místě je pruh stříbrný. Dolní část znaku tvoří zlaté pole, na kterém je k pravé straně vykračující kůň v černé barvě. Zlatá je upomínkou na dávné rýžování zlata na území obce. Kůň vyjadřuje současnější charakteristiku obce, jíž se stal chov jeho ušlechtilých plemen koní. Znak a prapor Tochovic navrhl Jan Čáka v srpnu 2000. Obecní symboly schválil parlament na jaře roku 2002.

### Členství ve sdruženích
Tochovice jsou členem svazku obcí Březnicko, který byl založen v roce 2003.

## Společnost

### Rok 1932
V roce 1932 (636 obyvatel, poštovní úřad, telegrafní úřad, četnická stanice, katol. kostel) zde byly evidovány tyto živnosti a obchody: družstvo pro rozvod elektrické energie v Tochovicích, holič, 3 hostince, kamenictví, kolář, kovář, krejčí, 2 mlýny, 2 obuvníci, pekař, 4 rolníci, 3 řezníci, sedlář, skladištní družstvo, 4 obchody se smíšeným zbožím, Spořitelní a záložní spolek pro Tochovice, strojírna, 2 trafiky, 2 truhláři, velkostatek Schwarzenberg.

### Školství
V Tochovicích byla škola již v 16. století. Roku 1590 je připomínán Jiří jako tochovický rektor. Škola zanikla během třicetileté války. Nakrátko byla obnovena v 18. století, ale potom byla obec přiškolena k Starosedlskému Hrádku, kam dětí chodilo poskrovnu. Další děti v Tochovicích vyučovali pokoutní učitelé. Od roku 1817 pokoutně vyučoval Karel Sedláček, k němuž chodilo asi 30 dětí. Obyvatelé obce pro něj najali místnost v č. 43, kde bylo několik lavic s deskami na psaní. Děti byly rozděleny na písmenkáře, učící se ze slabikáře a na malé a velké čtenáře. Malí čtenáři četli z 1. dílu (náboženství), velcí z 2. dílu (biblický dějepis). Psalo se křídou na černě natřené dřevěné tabulky nebo na tabuli. Písmo se psalo husími brky podle předpisů. Učilo se německé písmo a fraktura. Chlapci se učili počítat, dívky nikoli a psát se učila jen málokterá. Kněz do této školy nechodil. Pokud chtěl mít některý žák vysvědčení, musel do hrádecké školy.
V roce 1837 bylo obci povoleno založení dvoutřídní školy. Občané najali místnosti pro dvě třídy a byt pro učitele. První třída byla v domě č. 38 u chalupníka Maška v níž bydlel i pomocný učitel a z pokoutné školy vznikla druhá třída. Učitelem se stal František Janda a pomocníkem zůstal pokoutný učitel Karel Sedláček, ale již po roce jej vystřídal Vojtěch Svoboda a v roce 1830 Václav Čadek, který zde setrval do roku 1835. Téhož roku byla vystavěna i nová školní budova, ve které byly dvě učebny a byty pro učitele a pomocníka. V letech 1861–1878 zde působil František Maroušek, který se stal také prvním řídícím učitelem. Kolem roku 1864 založil farář P. Josef Matějovic při škole žákovskou knihovnu. V roce 1875 byla škola rozšířena o třetí třídu. Po Marouškovi nastoupil učitel Jan Drůbek, který založil také knihovnu pro učitele. V roce 1880 byla na škole zavedeno vyučování ženským ručním pracím. V roce 1882 byla zřízena školní zahrada a letní tělocvična. V roce 1884 byla škola rozšířena o čtvrtou třídu. V roce 1899 byla škola přistavěna. Na škole se pořádaly divadelní představení k dobročinným účelům a školní výstavy. Do školy chodily děti z Tochovic, Ostrova, Hoříjan, Chrástu, Horčápska, Staré Vody a Lisovic. V roce 1913 do školy chodilo 332 dětí – 171 chlapců a 161 dívek.

## Pamětihodnosti a zajímavosti
- Kostel svatého Martina – náhrobky zde mají: Benigna Kolovratová roz. z Welseru († 1544), Ludmila Kolovratová ze Švamberka († 1562), Jan Nepomuk Václav Šenovec († 1720?), Anna Gabriela Šenovcová († 1745), Jan Josef Šenovec († 1778)
- Kaple svaté Anny
- Zámek Tochovice: pův. gotická tvrz přestavěna na pozdně barokní zámek, v současné empírové podobě po úpravě
- Dostihové závodiště v zámeckém parku
- Barokní socha sv. Jana Nepomuckého
- Sloup Nejsvětější Trojice

## Doprava

### Dopravní síť
Obcí vede silnice II/174 Milín – Březnice – Bělčice – Lnáře – Kadov – Velký Bor. Do obce dále vedou silnice III. třídy.

### Autobusová doprava 2024
Autobusovou dopravu v obci Tochovice zajišťují společnosti Arriva Střední Čechy a ČSAD AUTOBUSY České Budějovice. Obec je součástí Pražské integrované dopravy (PID). V obci se nacházejí zastávky Tochovice a Tochovice,ObÚ. Dál od obce, u železniční stanice Tochovice, se nachází zastávka Tochovice,žel.st. V Hořejanech se nachází zastávka Tochovice,Hořejany. Obcí procházejí dvě autobusové linky: 482 a 511. Linka 482 spojuje obec s Příbramí a dále pokračuje přes Březnici, Blatnou až do Strakonic. Linka 511 rovněž zajišťuje spojení s Příbramí, přičemž vede přes Ostrov, Lazsko, Milín a Lešetice. V opačném směru míří do Březnice a projíždí obcemi Horčápsko, Starosedlský Hrádek, Tušovice, Svojšice, Chraštice, Nestrašovice a dalšími vesnicemi na trase.

### Železniční doprava 2024
Obcí prochází jednokolejná regionální železniční trať 200 Zdice–Protivín, která byla uvedena do provozu v roce 1875. Nedaleko obce se nachází železniční stanice Tochovice a v roce 2019 vznikla železniční zastávka Tochovice zastávka, která leží blíže k obci. Na obou místech zastavují osobní vlaky linky S60, provozované společností České dráhy. Tyto vlaky jezdí z Berouna přes Zdice a Příbram a pokračují dále do Březnice, Blatné nebo Strakonic.
V minulosti vedla z Tochovic vlečka ke stavbě Orlické přehrady, která byla uvedena do provozu v roce 1958. Po dokončení stavby hráze vlečka ještě nějakou dobu sloužila armádním účelům.

## Turistika
Obcí vede turistická trasa  Příbram - Tochovice - Březnice.

## Galerie

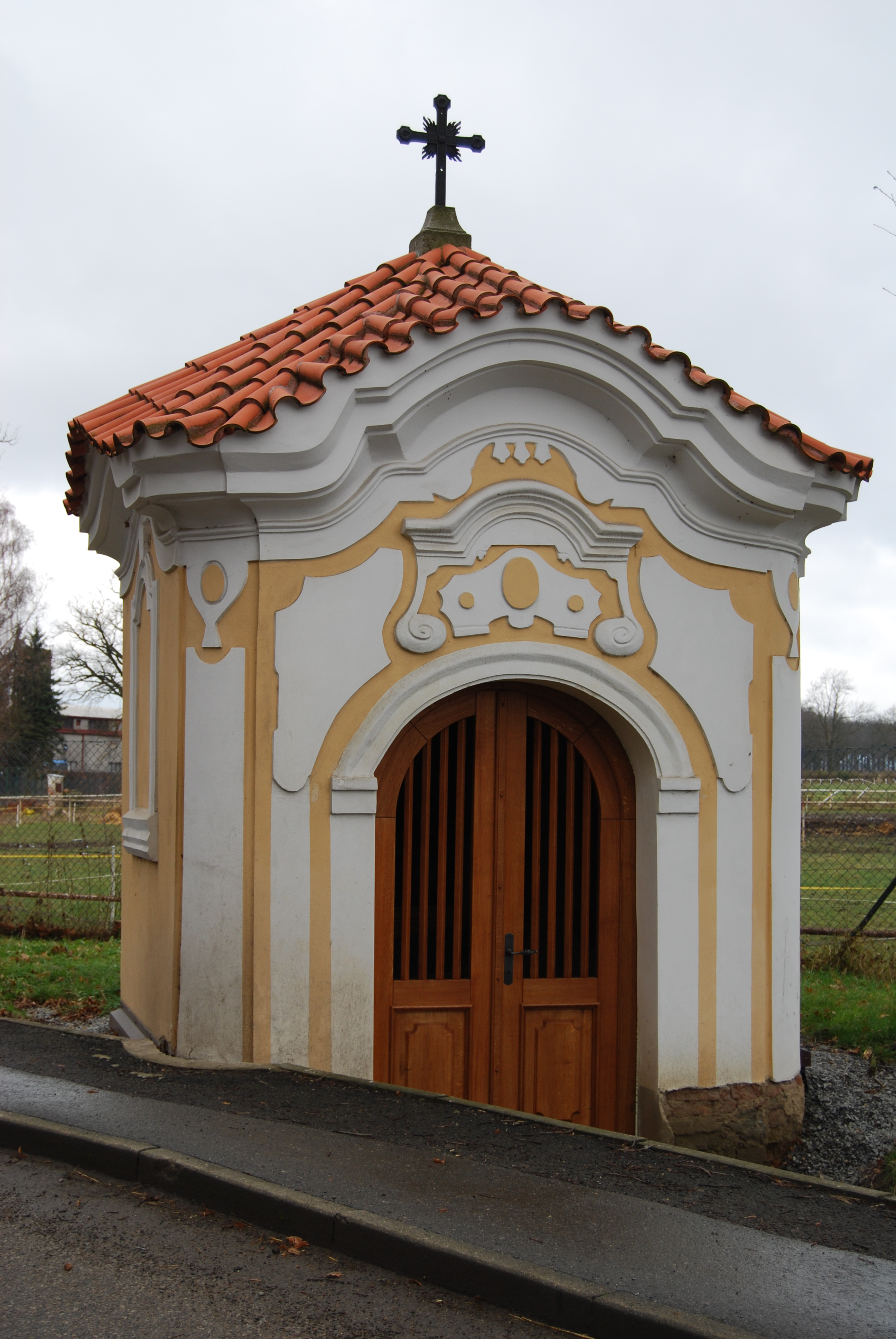
Kaple svaté Anny
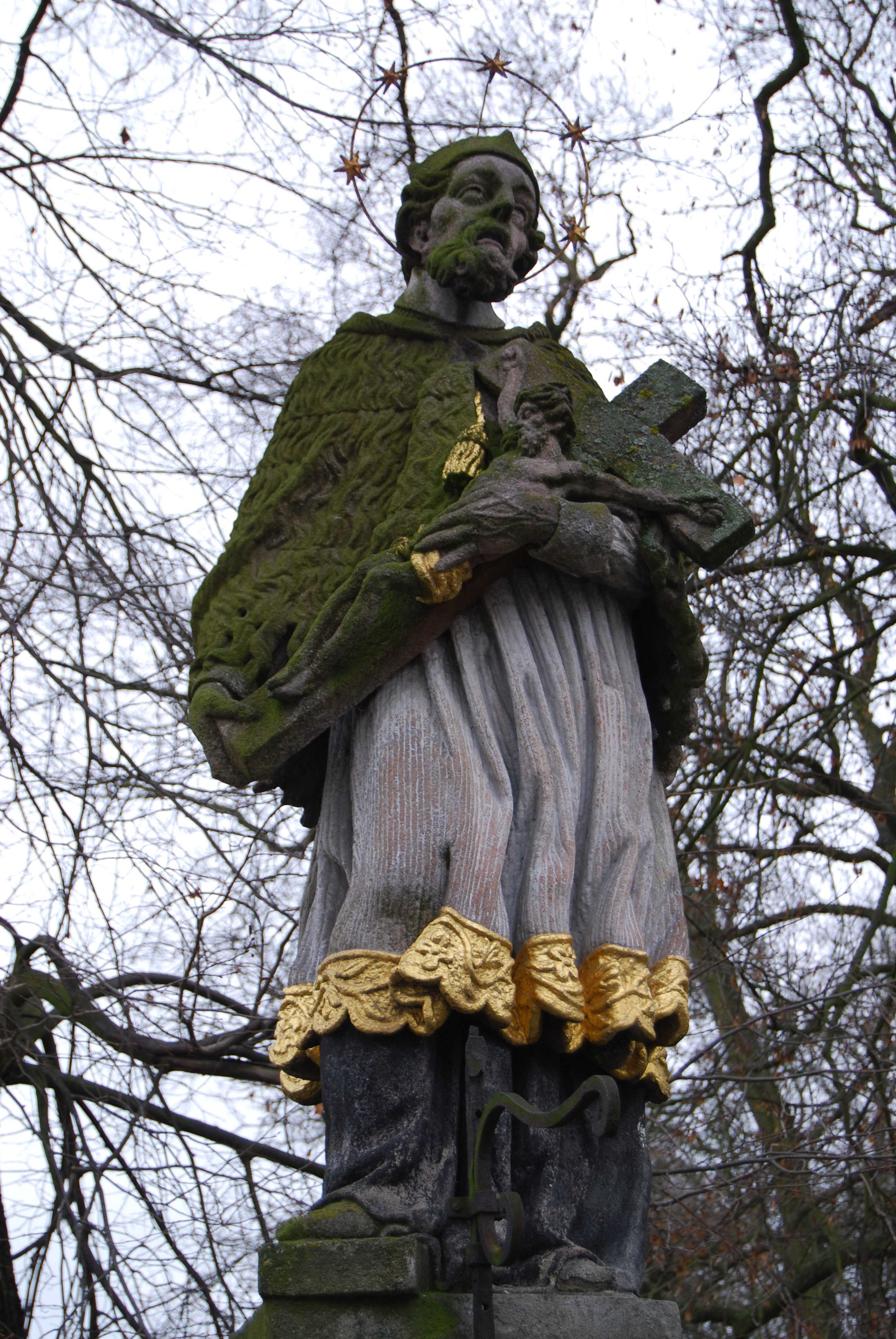
Detail sochy J. Nepomuckého
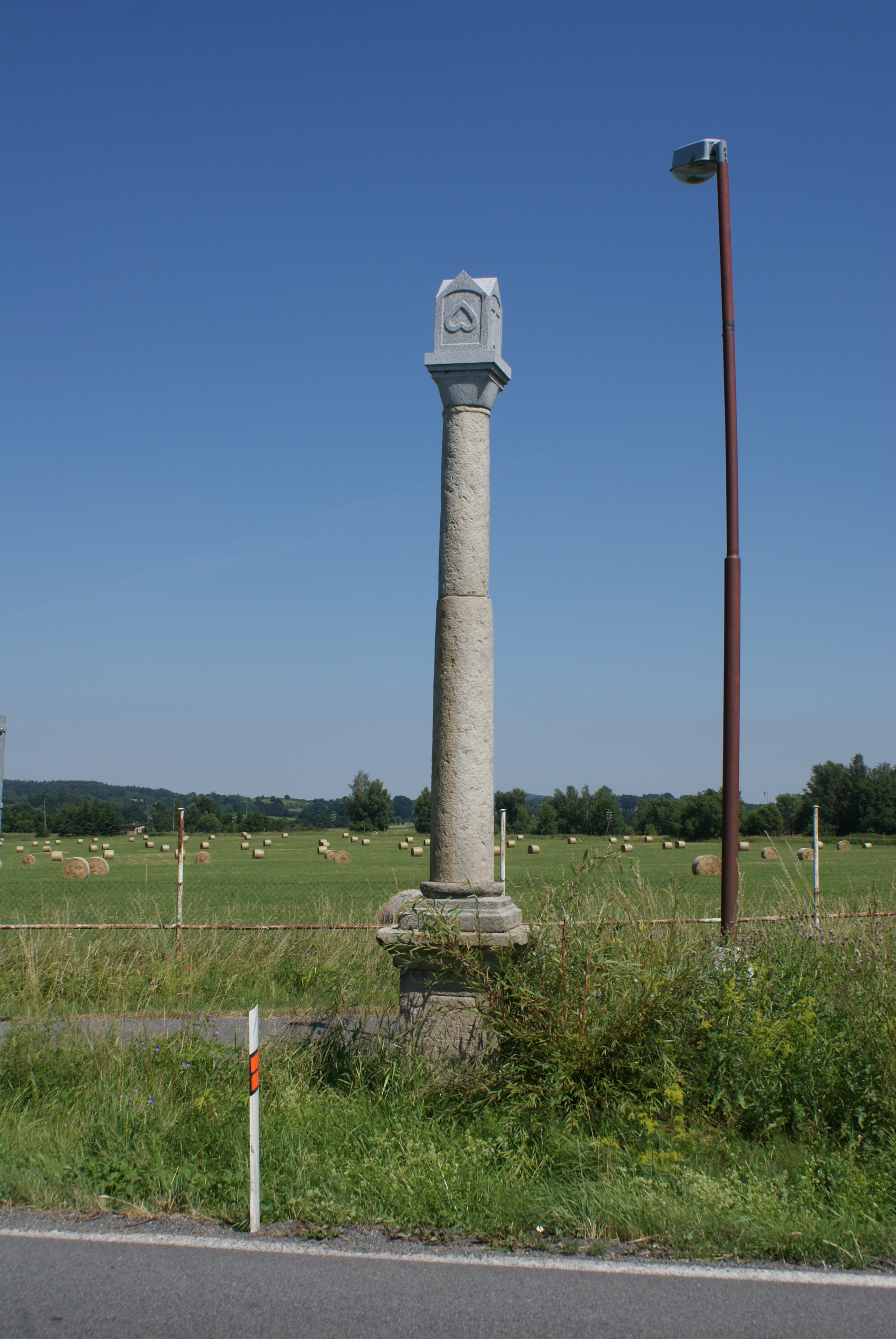
Sloup poblíž obce
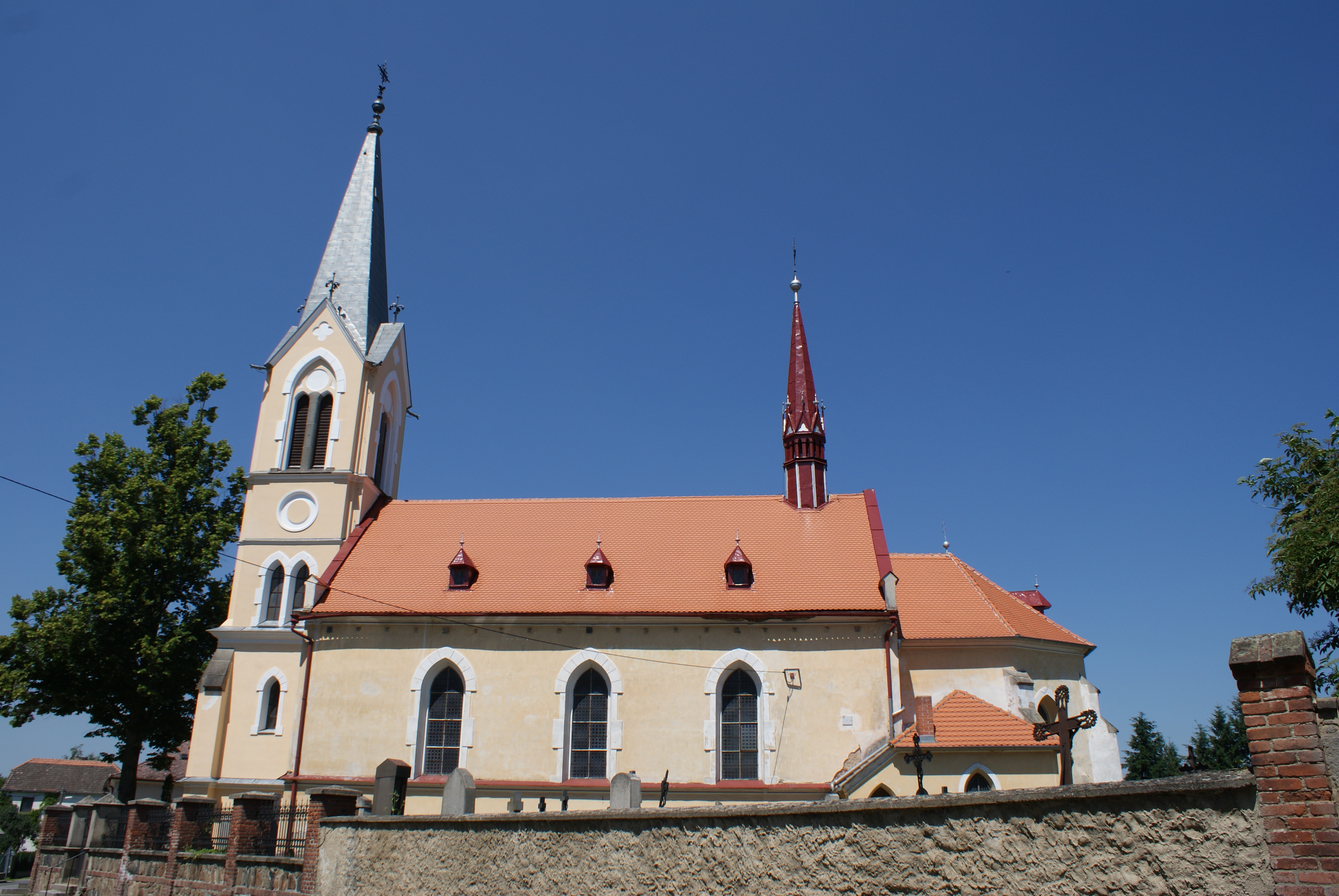
Kostel svatého Martina